# Woodsdale
Woodsdale är en ort i Australien. Den ligger i kommunen Southern Midlands och delstaten Tasmanien, i den sydöstra delen av landet, omkring 48 kilometer nordost om delstatshuvudstaden Hobart.
Trakten runt Woodsdale är nära nog obefolkad, med mindre än två invånare per kvadratkilometer.. Närmaste större samhälle är Colebrook, omkring 17 kilometer väster om Woodsdale. 
I omgivningarna runt Woodsdale växer i huvudsak städsegrön lövskog. Genomsnittlig årsnederbörd är 619 millimeter. Den regnigaste månaden är november, med i genomsnitt 79 mm nederbörd, och den torraste är augusti, med 37 mm nederbörd.